# Ель-Камишли (район)
Ель-Камишли (араб. منطقة القامشلي) — район (мінтака) у Сирії, входить до складу провінції Хасеке. Адміністративний центр — місті Ель-Камишли. Більшість жителів курди і ассирійці.
Адміністративно поділяється на 4 нохії.